# 黄士达太古遗音
《黃士達太古遺音》古琴譜，黃士達於明正德十年撰刊。北京汪孟舒先生摹藏明刻本，原書已佚。

## 琴譜背景
黃士達的自序中指明這一材料是他的“太學同門友續溪胡獻清、新安汪克明”在正德十年贈給他的。續溪、新安都在黃山附近，這就說明除《赤壁》二曲之外此書不過是用轉鈔謝琳的稿本所刊。因此本編只影刊黃氏自敘及前後《赤壁賦》二曲。
書內行款中刊明“豸山黃士達可行編集”，三卷，編首有黃氏自序（原書序後年代撰序人名均已漶失，但可以推定撰序人是黃士達，年代是正德十年），共收三十八曲。其中三十六曲與《謝琳太古遺音》完全相同。只有最後的前後《赤壁賦》二曲是謝本所無。